# Køge
 Denne artikel handler om selve byen Køge. Ordet Køge bruges ofte også som en kort betegnelse for Køge Kommune.
Køge (tidligere stavet Kjøge) er en by på Østsjælland med 38.647 indbyggere  (2024) i byområdet, som foruden selve Køge også omfatter Ølby Lyng, Ølsemagle Lyng, Søndre Køge, Boholte, Hastrup, Svansbjerg og Herfølge. Køge udgør dermed Danmarks 18. største byområde. Byen ligger i Køge Kommune beliggende i bunden af Køge Bugt ved Køge Ås udmunding i det østlige farvand og tilhører Region Sjælland.
Køge er i dag en slags satellitby til København, da den næsten hænger sammen med den bymæssige bebyggelse der går langs med Køge Bugt Motorvejen ind til København.
Køge er en ældre købstad med en række gamle byhuse placeret i sin bymidte, især omkring Køge Torv, hvor bl.a. Køge Rådhus og Kong Hans' Gård, fra henholdsvis 1550 og 1634, ligger side om side med ældre borgerhuse. På torvet findes ligeledes en statue af Frederik 7. skabt af kunstneren Herman Wilhelm Bissen i 1869. Mellem Kirkestræde og Nørregade ligger Sankt Nicolai Kirke, en gotisk kirkebygning opført i løbet af årene 1250-1300 med et 43 meter højt tårn. Kirken er byens vartegn. Nær kirken i Kirkestræde 20 findes et af Danmarks ældste daterede bindingsværkshuse, som er opført i 1527; huset er i dag en del af Køge Børnebibliotek.
Ved siden af sit gamle indre byder Køge dog også på et moderne miljø. Byen ligger ved to store motorveje, E20 og E47/E55, og har en moderne industri- og trafikhavn, hvorfra der er færgeforbindelse til Rønne på Bornholm. Der er S-tog mod København samt adskillige andre jernbaneforbindelser mod midt-, øst- og sydsjællandske byer i omegnen. Flere store virksomheder har deres hovedsæde i Køge, blandt andre Netto, Junckers Industrier A/S, Sun Chemical A/S (det tidligere Kemisk Værk Køge) og CP Kelco – beliggende i stationsbyen Lille Skensved syv kilometer nordvest for Køge. Sidstnævnte er i folkemunde også kendt som "Pektinfabrikken". Byen har også tidligere været hovedsæde for Codan Gummi (Codan Rubber), men det gamle fabriksområde, som nu går under betegnelsen "Den Hvide By" på grund af de gamle hvidkalkede fabriksbygninger, er i dag et blandet erhvervsområde under udvikling.
Fra Køge er der 22 kilometer til Store Heddinge, 24 til Roskilde, godt 26 til Ringsted, omkring 27 til Faxe, ca. 46 til Næstved, 39 til København og godt 53 kilometer til Vordingborg.

## Etymologi
Navnet "Køge" stammer formentlig fra ordet kjuk, der betyder "klump" i betydningen "stedet ved åsen" (Køge Ås).

## Historie

### Middelalderen
Selvom Køge fandtes som by i 1100-tallet, blev den i første halvdel af 1200-tallet ikke nævnt blandt Sjællands købstæder; først fra 1288 med købstadsrettigheder af Erik Menved. Den mindst hundrede år ældre landsby beliggende længere inde i landet kom med tiden til at hedde Gammel Køge, mens købstaden en periode hed "Ny Køge". Landsbyen betalte i 1300-årene fortsat afgifter til bispen i Roskilde og besad en kirke (ved den nuværende Gammel Køgegård) i 1400-tallet. På det tidspunkt var Køge og Gammel Køge selvstændige sogne.
Med privilegierne fra 1288 påbød kongen, at Køge skulle leve efter samme ret som Roskilde, og han gav fire års skattefrihed til den, der ville bygge på Køges ubebyggede grunde. Allerede på dette tidspunkt var byen befæstet med vold og grav.
Erik Menved forærede senere flere sjællandske områder som pant, bl.a. Stevns- og Bjæverskov Herreder samt Møn, til fyrst Wizlav af Rügen der havde pantet indtil 1315.
Selvom Sankt Nicolai Kirke stammer fra 1400-tallet, er den ikke den første bygning i Køges købstadsmiljø. Der er fundet mange bygningsrester fra det 15. århundrede, der viser at forløbet af gaderne omkring Køge Torv, Brogade, Nørregade og Kirkestræde har været stort set uændret siden da.
Omkring midten af 1400-tallet fik byen sit første rådhus, der nævnes i 1461. Det blev omkring 1550 erstattet af det nuværende rådhus. Et gråbrødrekloster blev anlagt i 1484 på foranledning af Kong Hans. I 1530 bad køgeborgerne kongen om at sende en lutheransk præst, og i 1532 overgik klosteret til hospital.
Da Grev Christoffer gik i land på Sjælland i 1534, etablerede han sit hovedkvarter i Køge, mens han forberedte sit angreb på København.
Under fejden deltog byens borgere i plyndringerne af Vallø, Højstrup og Valsøgård.
Men i 1535 stod Johan Rantzau foran byen med sin hær, og borgerne fortrød støtten til greven og åbnede byens porte for Christian 3., der gjorde Køge til sit hovedkvarter, mens han ventede på hovedstadens overgivelse.

### Renæssancen
Perioden 1550-1650 var en blomstringstid for Køge, idet borgerne blev rigere pga. stigende handel og givtigt sildefiskeri i Øresund.
I 1612 anklagede en velhavende handelsmand, Hans Bartskær, konen Johanne Thomes for "at have sendt djævelen ind i hans hus". Det blev indledningen til en hekseproces, kaldet Køge Huskors, hvor mindst 15 kvinder blev brændt som hekse på bålet.
Under Svenskekrigene rykkede Karl X Gustav i 1657 videre over Sjælland, efter sin march over Storebælt. Ved forhandlingerne med Frederik 3. slog Karl Gustav sig ned med sit hovedkvarter i Køge, mens hovedparten af hæren lå i de omkringliggende landsbyer. Her blev han, indtil der i februar 1658 blev sluttet fred i Roskilde. Da Karl Gustav samme sommer angreb Danmark igen, fungerede Køge atter som hovedkvarter, og det blev i 1659 besluttet at befæste byen. Arbejdskraft blev indkaldt fra store dele af Sjælland, og mange bygninger blev revet ned i denne forbindelse, bl.a. klosterkirken i Vestergade samt en række gårde. Da de svenske tropper i 1660 trak sig tilbage, var Køge udpint økonomisk, ca. 30 gårde var nedrevet, 26 gårde lå øde og 90 boliger lå i ruiner. Befæstningen blev nedrevet i 1661. Fra denne tid fandt man i 1978 en af Danmarks største møntskatte, nedgravet i Brogade/baghuset ca. 100 meter fra torvet (kaldes i dag Langkildes Gård). Mønterne kan i dag ses på Køge Museum i Nørregade 4.

### Under enevælden
Køges havn har efter de tiders forhold vistnok haft en ret anselig dybde i det 16. og 17. århundrede, men i begyndelsen af det 18. århundrede blev den ødelagt ved storm og tilsandet. I 1731 oplyses, at kun både på 2–3 fod kunne ligge der, hvor før de største lastdragere kunne indflyde, og i 1771 angives dybden til 4–5 fod. Først i slutningen af det 18. og i begyndelsen af det 19. århundrede blev der foretaget udbedringer ved regeringens hjælp. Havnen fik stenmoler både på syd- og nordsiden, og i 1838 var dybden 9–10 fod. Ved de udvidelser, der foretoges dette år, blev dybden 11 fod, men for at vedligeholde den var stadige og kostbare opmudringer nødvendige.
Mod slutningen af århundredet kom der handelsmæssig fremgang til Køge, blandt andet ved markederne på torvet.
Krigene mod England i 1801 og 1807, statsbankerotten og tabet af Norge gav fra starten af det nye århundrede nye tilbageslag for økonomien. I 1816 ophørte Køge med at være garnisonsby.

### Den tidlige industrialisering
Køges befolkning var stigende i slutningen af 1800-tallet og begyndelsen af 1900-tallet: 2.436 i 1850, 2.659 i 1855, 2.734 i 1860, 3.097 i 1870, 3.122 i 1880, 3,282 i 1890, 3.992 i 1901, 4.284 i 1906 og 4.400 i 1911.
Efter næringsveje fordeltes folkemængden i 1890 på følgende grupper, omfattende både forsørgere og forsørgede: 313 levede af immateriel virksomhed, 1.272 af håndværk og industri, 871 af handel og omsætning, 59 af søfart, 17 af fiskeri, 14 af jordbrug, 20 af gartneri, mens 500 fordeltes på andre erhverv, hvoraf 460 arbejdsmænd og daglejere, 141 levede af deres midler, 67 nød almisse og 8 var i fængsel. Ifølge en opgørelse i 1906 var indbyggertallet 4.284, heraf ernærede 275 sig ved immateriel virksomhed, 43 ved landbrug, skovbrug og mejeridrift, 45 ved fiskeri, 2.194 ved håndværk og industri, 901 ved handel med mere, 384 ved samfærdsel, 161 var aftægtsfolk, 138 levede af offentlig understøttelse og 143 af anden eller uangiven virksomhed.
Landbrugseksportens vækst til især England i sidste halvdel af 1800-tallet bragte ny velstand til Køge, selv om der var visse tilbageslag undervejs.
Køge Station blev anlagt i 1870, da jernbanen Sjællandske Sydbane fra Roskilde over Køge og Næstved førtes til Vordingborg (Masnedsund). I 1879 kom en jernbane (Østsjællandske Jernbaneselskab) fra Køge til Hårlev, hvor den deltes i to: en strækning over Store Heddinge til Rødvig og én til Faxe. En bane fra Køge til Ringsted over Yderholm (Køge-Ringsted Banen) åbnede i 1917; den blev nedlagt i 1963.
En række mindre industriforetagender blev etableret i Køge i århundredets sidste halvdel. I 1842 fik byen et jernstøberi, Køge Jernstøberi, i 1852 en papirfabrik og samme år en tobaksfabrik. Af fabrikker og industrielle anlæg fandtes omkring 1890: 1 tobaksfabrik, 1 klædefabrik og uldspinderi, 4 garverier, 1 jernstøberi, 1 limfabrik, 1 lysestøberi, 1 skibsbyggeri, 1 brændevinsbrænderi, 1 sodavandsfabrik, 1 bayersk ølbryggeri (aktieselskab, stiftet 1882, aktiekapital 122.500 kr.), 2 damptræskærerier, 1 andelssvineslagteri, samt 1 imprægneringsanstalt for jernbanesveller.
I Køge blev udgivet 2 aviser, nemlig "Kjøge og Omegns Dagblad" og "Østsjællands Folkeblad".
Køge havde årlig 6 markeder for heste, kvæg og landprodukter. Første onsdag i hver måned var torvedag med levende kreaturer.

#### Fra Julius Larsens barndomserindringer (født 1884)
”En Søndag i Køge: Hvor kunne der være stille i Gaderne, ingen Biler, ingen Cykler og ingen trafikproblemer af Betydning. Og naar saa Stilheden afbrødes af Kirkeklokkernes dybe malmfulde Toner, da føltes det som en yderlig Understregning af Tryghed og Ro. Man hørte da heller ikke saa meget om daarlige Nerver den Gang.”

### Mellemkrigstiden
Gennem mellemkrigstiden var Køges indbyggertal voksende: i 1921 5.673, i 1925 5.603, i 1930 6.097, i 1935 6.952, i 1940 9.092 indbyggere. Men samtidig skete der en vækst i forstæder i Køge købstads landdistrikt og i Hastrup villaby i Herfølge Kommune, hvor der bosatte sig en række personer med arbejde i Køge. Den 1. april 1940 blev Køge købstads landdistrikt indlemmet i købstaden.
| År                             | 1921  | 1925  | 1930  | 1935  | 1940  |
| ------------------------------ | ----- | ----- | ----- | ----- | ----- |
| Køge købstad                   | 5.673 | 5.603 | 6.097 | 6.952 | 9.072 |
| Køge landdistrikt nordlige del | -     | -     | 64    | 65    | *     |
| Køge landdistrikt sydlige del  | -     | -     | 964   | 1.382 | *     |
| Villaby                        | -     | 509   | -     | -     | *     |
| Hastrup villaby                | -     | -     | -     | -     | 519   |
| Køge med forstæder             | 5.673 | 6.112 | 7.125 | 8.399 | 9.591 |

Ved folketællingen i 1930 havde Køge 14.149 indbyggere, heraf ernærede 1.656 sig ved immateriel virksomhed, 5.057 ved håndværk og industri, 2.472 ved handel mm, 1.279 ved samfærdsel, 701 ved landbrug, skovbrug og fiskeri, 1.193 ved husgerning, 1.547 var ude af erhverv og 244 havde ikke oplyst indkomstkilde.
| Næringsveje                    | Landbrug m.v. | Håndværk, industri | Handel og omsætning | Transport | Immateriel virksomhed | Hus- gerning | Ude af erhverv | Uangivet | I alt |
| ------------------------------ | ------------- | ------------------ | ------------------- | --------- | --------------------- | ------------ | -------------- | -------- | ----- |
| Køge købstad                   | 88            | 2.763              | 1.123               | 655       | 380                   | 456          | 555            | 77       | 6.097 |
| Køge landdistrikt nordlige del | 42            | 5                  | 0                   | 0         | 0                     | 14           | 3              | 0        | 64    |
| Køge landdistrikt sydlige del  | 38            | 428                | 121                 | 188       | 24                    | 59           | 80             | 26       | 964   |
| Køge med forstæder             | 168           | 3.196              | 1.244               | 843       | 404                   | 529          | 638            | 103      | 7.125 |

### Efterkrigstiden
Efter 2. verdenskrig fortsatte Køge sin befolkningsvækst. I 1945 boede der 9.683 indbyggere i købstaden, i 1950 10.602 indbyggere, i 1955 11.338 indbyggere, i 1960 12.294 indbyggere og i 1965 14.144 indbyggere. I Herfølge Kommune voksede en ny forstad, Hastrup villakvarter, frem.
| År                                 | 1945   | 1950   | 1955   | 1960   | 1965   |
| ---------------------------------- | ------ | ------ | ------ | ------ | ------ |
| Køge købstad                       | 9.683  | 10.602 | 11.338 | 12.294 | 14.144 |
| Hastrup villaby i Herfølge Kommune | 354    | 415    | 802    | 730    | 962    |
| Køge med forstæder                 | 10.037 | 11.017 | 12.140 | 13.024 | 15.106 |

Byudviklingen bevirkede, at der blev nedsat et byudviklingsudvalg, som udarbejdede en byudviklingsplan for Køge-egnen omfattende både købstaden, forstadskommunen og flere landkommuner.

### Moderne tid
Den moderne Køge Kommune blev dannet i 2007 ved Strukturreformen, der slog Skovbo Kommune sammen med den gamle Køge Kommune (1970-2006).

## Transport og infrastruktur
Køge fungerer som et trafikalt knudepunkt, dels i kraft af, at Sydmotorvejen og Vestmotorvejen mødes ved byen og flettes sammen til Køge Bugt Motorvejen, der fortsætter ind til København. Desuden er der både tog- og vejforbindelse mod Stevns hhv. med Østbanen og ad sekundærrute 209 og 261.
Køge Station er endestation for en S-togsstrækning og udgør en slags midtpunkt på Lille Syd mellem Roskilde og Næstved. Herfra udgår også de lokale tog til Fakse Ladeplads og Rødvig. I 2013 indledtes anlægsarbejdet til en ny jernbanestrækning fra Ringsted til København over Køge, så denne trafik ikke behøver at køre via Roskilde.
Fra stationen i byen er der busforbindelser videre mod Ringsted, Strøby, Store Heddinge, Egøje, Hårlev og langs med Køge Bugt til Friheden. Desuden kører der fra køreplansskiftet 12. december 2010 også A-busser i byen: 101A og 102A betjener hhv. den sydlige del af byen og Præstø, Tappernøje, samt Herfølge.

## Demografi
| Køge by: - 1855 - 2.659 - 1911 - 4.400 - 1990 - 31.237 - 2000 - 32.996 - 2004 - 33.564 - 2008 - 34.792 | Køge Kommune: - 1980 - 34.511 (Gl. Køge Kommune) - 1990 - 36.821 (Gl. Køge Kommune) - 2000 - 38.820 (Gl. Køge Kommune) - 2004 - 39.686 (Gl. Køge Kommune) - 2008 - 56.637 - 2011 - 57.215 |

## Uddannelse
Der findes et omfattende uddannelsesudbud i Køge, især ungdomsuddannelser og Korte Videregående Uddannelser (KVU):
- Køge Handelsskole udbyder ungdomsuddannelser samt kurser til virksomheder og voksne:
  - HHX
  - EUX Business
  - EUD Business
  - Kurser til virksomheder og voksne

- Køge Gymnasium udbyder ungdomsuddannelserne:
  - STX
  - HF

CAMPUS KØGE rummer en række uddannelsesinstitutioner:
- Zealand - Sjællands Erhvervsakademi (Zealand) udbyder flere korte videregående uddannelser

- EUC Sjælland udbyder
  - HTX
  - EUD

- Zealand Business College (ZBC) Køge udbyder uddannelsen
  - SOSU

## Kultur

### Attraktioner og seværdigheder
Som tidligere nævnt er Køge rig på gamle bindingsværkssbygninger. Foruden et af Danmarks ældste daterede bindingsværkshuse i Kirkestræde 20 ligger Smedegården (Kirkestræde 13), der stammer fra sidste halvdel af 1500-tallet. Køge Torv er det største provinstorv i Danmark, og rådhuset fra midten af 1500-tallet har en klassicistisk facade fra 1803.
I Vestergade ligger Richters Gæstgivergård i nr. 16, opført i 1644. I nr. 7 ligger Garvergården fra slutningen af 1600-tallet.
Køge Museum befinder sig i en fredet købmandsgård fra første 1619 i Nørregade 4.
Lidt længere oppe ad gaden, i Nørregade 29, ligger Kunstmuseet Køge Skitsesamling, som er Danmarks eneste specialmuseum for skitser og modeller til kunst i det offentlige rum, dvs. at museet viser skitserne og modellerne til kunstværker, som er offentlig kendt. Museet viser ikke de færdige kunstværker, men skitserne og modellerne giver et indblik i den kreative proces under udformningen af kunstværkerne, f.eks. hvordan og hvad kunstneren har tænkt under arbejdet med værkerne.
I Brogade ligger flere huse i bindingsværk fra 1600-tallet, hvilket dog bedst fornemmes fra gårdsiden. Det længste er nr. 16, som har 18 fag. Brogade 1 er Køge Apotek fra 1660'erne, opført af byens første apoteker, Jørgen Berendsen. Den nuværende facade er fra 1865. Ved Brogades sydlige del går Køge Bro over Køge Å. Broen stammer fra 1637.
Syd for byen på Strandvejen 101 ligger en model af Køge anno 1865, Køge Miniby (som selv officielt benævner stedet med den gamle stavemåde: Kjøge Miniby), der er opført i størrelsesforholdet 1:10.
I den Gule Hal på Strandpromenaden 1 holder Køge Maritime Modelbyggerlaug til. Det er en forening hvis medlemmer bygger store modeller af skibe fra 1600- og 1700- tallet med relationer til dansk søkrigshistorie eller Køge som søfartsby. 
Østsjællandske Jernbaneklub holder til i Køge, og man kan se deres samling af veterantog. Desuden arrangerer de undertiden ture med veterantog til andre byer på Sjælland.
Lovparken er en park i den centrale del af byen med et areal på 27.400 m2.

### Sport
Da Køge Boldklub omkring år 2009 kom i økonomiske vanskeligheder, lavede man en overbygning med Herfølge Boldklub og kaldte sig for HB Køge. Samarbejdet med Herfølge B omfatter klubbernes bedste seniorhold og U-19 og U-17. Køge Boldklubs egne seniorhold er placeret i serierækkerne. I Køge ligger Køge Stadion, som både bliver brugt af hold fra Køge Boldklub og hold fra HB Køge. I 2020 begyndte arbejdet på et nyt stadion.

### Venskabsbyer
| - Espoo - Waterford - Sauðárkrókur | - Dundaga - Klaipeda - Kongsberg | - Kristianstad - Sjöbo - Trittau |

## Galleri
- Richters Gæstgivergård
- Den tidligere Tøxens Skole, nu Sankt Nikolaj Skole Nord
- Køge Museum.
- Parti fra Køge Mini-By.
- Den nordlige bydel med Køge Sygehus fra oven.
- Køge Vandtårn.